# Фіне Гел
Фіне Гел (ірл. Fine Gael) — найбільша політична партія в Ірландській республіці. За своєю ідеологією є правоцентристською та консервативною. Є членом Європейської народної партії та Центристського демократичного інтернаціоналу. Лідер партії Енда Кенні обіймав посаду прем'єр-міністра країни з 2011 до 2017 року. З червня 2017 року лідером партії є Лео Варадкар, прем'єр-міністр Ірландії з 2017 до 2020 та з 2022 року.